# Reinhold Anrep (död 1622)
Reinhold Anrep, död 23 augusti 1622 i Nyköping, var en svensk militär och hovfunktionär.

## Biografi
Reinhold Anrep var son till lantrådet Reinhold Anrep och Edda Schirstedt. Han tjänade 1601 i kriget kung Karl IX i Sverige, av vilken han fick några hemman i Närke i förläning. Anrep blev 1611 hovmarskalk hos kung Gustaf II Adolf. Han avled 1622 i Nyköping och begravdes 16 februari 1623 i  julikoret i Kils kyrka.

### Egendom
Anrep ägde gårdarna Soor i Lude socken och Åkerby i Gräve socken.

### Familj
Anrep gifte sig första gången med Dorotea Aderkas.
Han gifte sig andra gången 1611 med Dorotea von Tiesenhausen, dotter till Fromhold Johansson von Tiesenhausen och Gertrud Reinholdsdotter von Tiesenhausen. De fick tillsammans överstelöjtnanten Gustaf Anrep (1616–1666) i Värmlands regemente.